# Miridiba longula
Miridiba longula är en skalbaggsart som beskrevs av Moser 1912. Miridiba longula ingår i släktet Miridiba och familjen Melolonthidae. Inga underarter finns listade i Catalogue of Life.